# Леопольд Марат
Леопольд «Лео» Марат (нім. Leopold Marat) — австрійський футболіст, що грав на позиції лівого нападника, а пізніше захисника. Виступав, зокрема, у складі клубів «Ферст Вієнна», «Серветт», «Ваккер», а також національну збірну Австрії.
У складі «Вієнни» володар Кубка Мітропи 1931, чемпіон Австрії. Дворазовий чемпіон Швейцарії у складі «Серветта».

## Клубна кар'єра
У складі «Ферст Вієнни» виступав з 1927 по 1932 рік. У 1929 році «Вієнна» стала лише сьомою у чемпіонаті, але вперше у своїй історії здобула кубок Австрії. Марат зіграв лише у півфінальному матчі проти «Вінер Шпорт-Клуба» (3:1), відзначившись забитим голом. Завдяки перемозі у кубку, клуб дебютував у кубку Мітропи влітку 1929 року. В чвертьфіналі «Вієнна» перемогла чемпіона Угорщини «Хунгарію» (4:1 і 1:0), але у півфіналі без участі Марата поступилась чемпіону Чехословаччини «Славії» — 3:2, 2:4.
У сезоні 1930/1931 «Вієнна» вперше у своїй історії завоювала титул чемпіона Австрії. Клуб на два очка випередив «Адміру» і на три «Рапід». Загалом на рахунку Марата у тому сезоні участь в 17 матчах чемпіонату, у яких він забив 4 голи. Основу «Ферст Вієнни» складали: воротар Карл Горешовський, захисники Карл Райнер і Йозеф Блум, півзахисники Леопольд Гофманн, Віллібальд Шмаус, Отто Каллер і Леонард Маху, нападники Антон Брозенбауер, Йозеф Адельбрехт, Фрідріх Гшвайдль, Густав Тегель, Леопольд Марат і Франц Ердль.
Переможно виступила команда і у кубку Мітропи 1931 року. Клуб завершив змагання зі стовідсотковим показником у вигляді шести перемог у шести матчах. В чвертьфіналі «Вієнна» перемогла угорський «Бочкаї» (3:0 і 4:0). У півфінальних матчах клуб двічі переміг італійську «Рому» 3:2 і 3:1, а Марат в обох матчах відзначався забитими голами - одним у першому і двічі у другому. Незважа.чи на такий вдалий виступ у півфіналі, у фінальних матчах Леоальд не грав. Його «Ферст Вієнна» двічі перемогла ВАК (3:2, 2:1). 

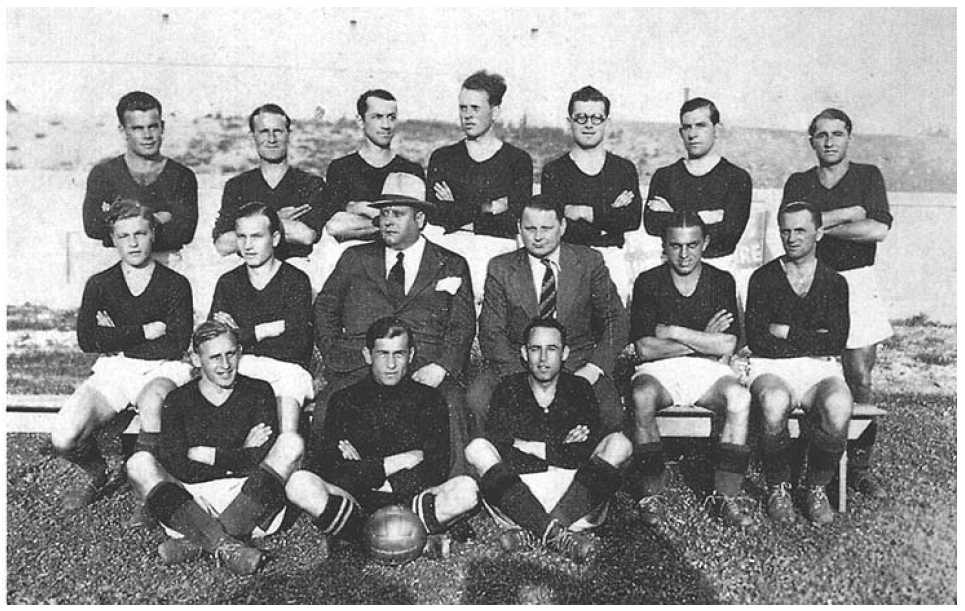
Чемпіонська команда «Серветта» 1933 року. Зліва направо. Верхній ряд: Кезер, Луашо, Пасселло, Л'От, Кільгольц, Рюгг, Лерчер; середній ряд: Гіншар, Освальд, Геррен (президент), Келлермюллер (тренер), Амадо, Такс; нижній ряд: Марат, Сешеай, Раппан (граючий тренер).

Зігравши проти «Ваккера» у першому турі чемпіонату Австрії 1932/33, у якому «Вієнна» стане чемпіоном, Марат залишив команду і перейшов у швейцарський «Серветт». Перший час грав у команді на звичній позиції лівого крайнього, наприклад, у січневому матчі чемпіонату проти «Базеля» відіграв у атаці і відзначився голом. Але під кінець сезону був переведений у захист. Грав у парі з ще одним австрійцем, граючим тренером «Серветта» Карлом Раппаном, що у майбутньому багато років успішно тренуватиме збірну Швейцарії. У 1933 році команда стала чемпіоном країни. У фінальному турнірі для чотирьох команд «Серветт» і «Грассгоппер» набрали однакову кількість очок, тому був призначений додатковий матч. З Маратом у складі футболісти з Женеви перемогли з рахунком 3:2 завдяки двом голам Лауро Амадо і голу Ігнаца Такса, ще одного австрійця, з яким Леопольд недовго грав у «Вієнні». Наступного сезону у швейцарському футболі відмінили поділ на групи, була створена єдина професіональна ліга за участі 16-ти команд. «Серветт» вдруге поспіль став чемпіоном, випередивши «Грассгоппер» на три очка. Ці ж команди зійшлись у фіналі кубка країни, що відбувся у квітні. «Грассгоппер» здобув перемогу з рахунком 2:0, а другий гол у матчі забив Марат у власні ворота на 55-й хвилині.
У 1934 році Марат повернувся у клуб Австрію, приєднавшись до клубу «Ваккер». За підсумками чемпіонату 1935 року команда стала четвертою, а через рік — п'ятою. Леопольд грав у захисті, хоча періодично виходив і на позиції крайнього нападника. Залишив команду після третього туру сезону 1936/37.
4 жовтня 1936 року Марат прибув на Мальту, щоб приєднатися до клубу «Флоріана». У 1936—1938 роках місцевий футбол поповнився багатьма досить відомими легіонерами, більшість з яких переїхали на острів, боячись переслідування нацистів. У мальтійському футболі діяло правило, згідно з яким легіонер, що прибув у країну, мав прожити у ній хоча б 30 днів, щоб мати право виступати в офіційних турнірах. Перший тур чемпіонату Мальти був запланований на 1 листопада, тому зірковий новачок не міг у ньому зіграти. Але представникам «Флоріани» вдалося знайти привід, щоб перенести на тиждень гру проти головного конкурента «Сліми Вондерерс». У підсумку Марат зміг зіграти у тому матчі, що завершився нічиєю з рахунком 1:1. Перед товариським матчем проти угорської «Хунгарії» Марат став граючим тренером команди, змінивши англійця Джорджа Бонда. «Флоріана» провела хороший матч проти сильної угорської команди, а одним з кращих був Марат. Але саме Леопольд допустив прикру помилку, після якої нападник «Хунгарії» Ласло Чех забив єдиний гол у матчі. Ще одним зірковим легіонером тієї «Флоріани» був чехословацький півзахисник Рудольф Крчіл, срібний призер чемпіонату світу 1934 року. Клуб Марата і Крчіла у підсумку став чемпіоном Мальти сезону 1936/37. Також команда стала переможцем престижного у ті часи на Мальті Кубка Кассара, участь в якому брали дві найсильніші команди країни і два клуби, складені з англійських військових на Мальті. У 1937 році «Флоріана» перемогла в півфіналі команду Стрілецької бригади — 1:1 (Марат забив у свої ворота) і 2:0 в переграванні. У фіналі клуб Леопольда розгромив з рахунком 7:0 «Гіберніанс», а героєм матчу став мальтійський нападник Ченсу Фріггіері.
У сезоні 1937/38 Марат повернувся до «Серветта», де граючим тренером був Андре Абегглен. Вдруге у своїй кар'єрі зіграв у фіналі Кубка Швейцарії. Як і чотирма роками раніше, у фіналі «Серветт» грав проти «Грассгоппера», тренером якого був колишній напарник Леопольда по лінії захисту клуба Карл Раппан. Команди розіграли результативну нічию 2:2, а у переграванні перемогу святкував «Грассгоппер» з рахунком 5:1.

## Виступи за збірну
В 1931 році виступав у складі збірної Відня. Австрійська команда перемогла у гостях збірну Праги з рахунком 5:2, а Марат відзначився забитим голом на 19-й хвилині матчу. Також був учасником матчу проти німецької команди «Нюрнберг», підсиленої одним гравцем «Фюрта». 

## Статистика виступів

### Статистика виступів у кубку Мітропи
| №                      | Розіграш               | Стадія                 | Дата та місце проведення | Команда 1              | Рахунок | Команда 2           | Голи та інші дії |
| ---------------------- | ---------------------- | ---------------------- | ------------------------ | ---------------------- | ------- | ------------------- | ---------------- |
| 1                      | 1929                   | 1/4                    | 23.06.1929, Будапешт     | Хунгарія (Будапешт)    | 1:4     | Ферст Вієнна        |                  |
| 2                      | 1929                   | 1/4                    | 07.07.1929, Відень       | Ферст Вієнна           | 1:0     | Хунгарія (Будапешт) |                  |
| 3                      | 1931                   | 1/4                    | 27.06.1931, Відень       | Ферст Вієнна           | 3:0     | Бочкаї (Дебрецен)   |                  |
| 4                      | 1931                   | 1/4                    | 5.07.1931, Будапешт      | Бочкаї (Дебрецен)      | 0:4     | Ферст Вієнна        |                  |
| 5                      | 1931                   | 1/2                    | 20.09.1931, Рим          | Рома (Рим)             | 2:3     | Ферст Вієнна        | 34'              |
| 6                      | 1931                   | 1/2                    | 24.09.1931, Відень       | Ферст Вієнна           | 3:1     | Рома (Рим)          | 9' 29'           |
| Всього у кубку Мітропи | Всього у кубку Мітропи | Всього у кубку Мітропи | Всього у кубку Мітропи   | Всього у кубку Мітропи | 6       |                     | 3                |

### Статистика виступів за збірну Відня
| № | Дата       | Місце проведення | Команда 1              | Рахунок | Команда 2                     | Голи |
| - | ---------- | ---------------- | ---------------------- | ------- | ----------------------------- | ---- |
| 1 | 11.04.1931 | Прага            | Прага (Чехословаччина) | 2:5     | Відень (Австрія)              | Гол  |
| 2 | 01.05.1931 | Відень           | Вибір Відня            | 4:1     | «Нюрнберг»/«Фюрт» (Німеччина) |      |

## Титули і досягнення
| - Володар Кубка Мітропи (1): «Вієнна» (Відень): 1931 - Чемпіон Австрії (2): «Вієнна» (Відень): 1931, 1933 - Срібний призер чемпіонату Австрії (1): «Вієнна» (Відень): 1932 - Володар Кубка Австрії (1): «Вієнна» (Відень): 1929 - Третє місце Кубка Націй (1): «Вієнна» (Відень): 1930 | - Чемпіон Швейцарії (2): Серветт (Женева): 1933, 1934 - Фіналіст Кубка Швейцарії (2): Серветт (Женева): 1934, 1938 - Чемпіон Мальти (1): «Флоріана»: 1937 - Володар Кубка Кассара (1): «Флоріана»: 1937 |